# Francisco de Herrera der Jüngere

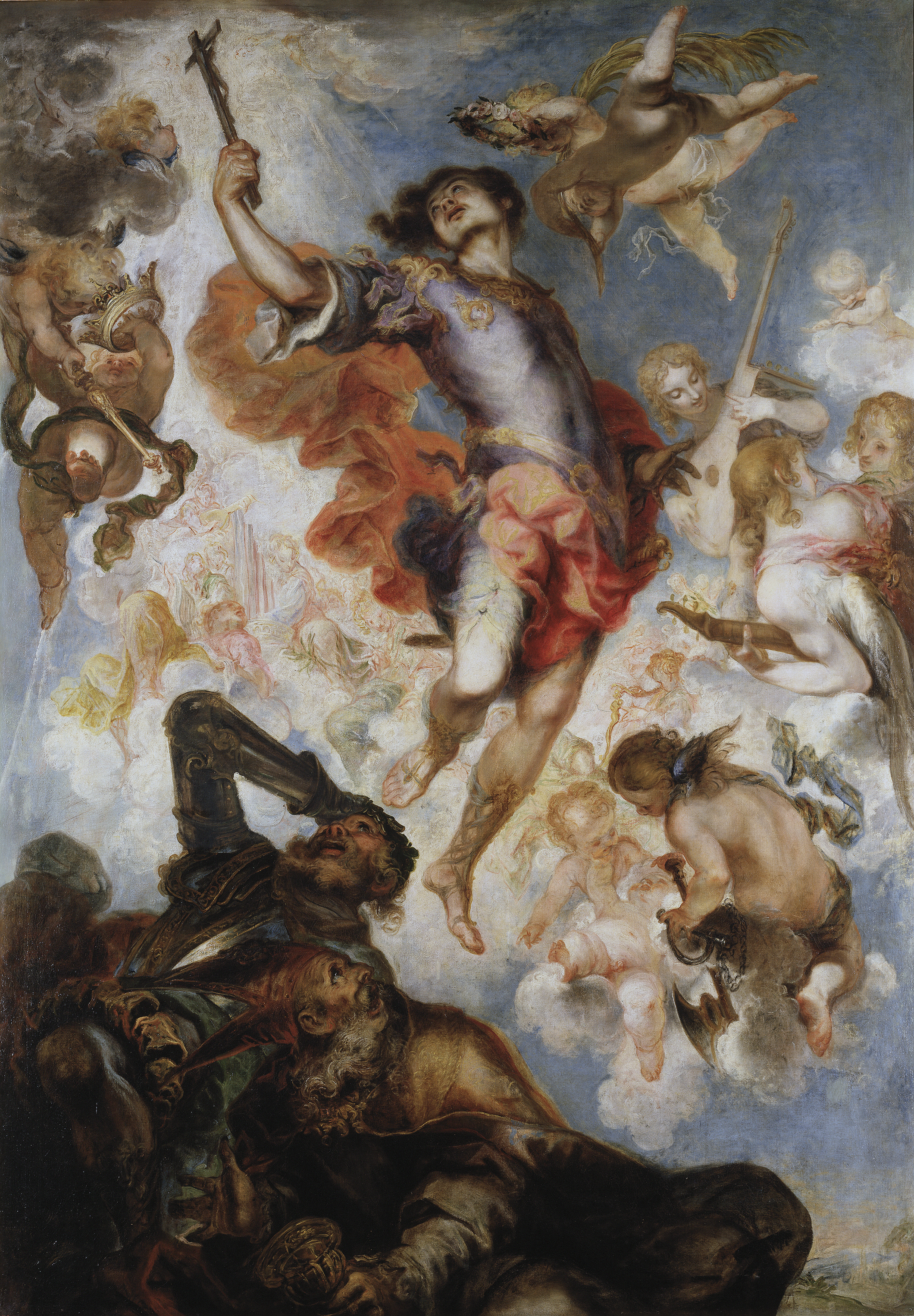
El triunfo de San Hermenegildo (1654), Museo del Prado, Madrid

Francisco Herrera (el Mozo) (* 1622 in Sevilla; † 25. August 1685 in Madrid) war ein spanischer Maler und Baumeister. Er war der Sohn von Francisco Herrera (el Viejo), der in der Zeit von 1610 bis 1640 als Haupt der Sevillaner Malerschule gilt.
Herrera der Jüngere arbeitete ab 1672 als Hofmaler des spanischen Königshofs. Er malte vor allem Porträts und religiöse Sujets und stand in seinen Arbeiten den zeitgenössischen italienischen Malern nahe.
Zu seinen Bauwerken zählt die Wallfahrtskirche Basílica del Pilar in Saragossa, die er 1681 begann.